# Јане Ахонен
Јане Петери Ахонен (фин. Janne Petteri Ahonen; Лахти, 11. април 1977) је бивши скијаш скакач из Финске.
Дебитовао је у светском купу 13. децембра 1993. године у Руполдингу и освојио је 56. место. Од тада је (до 6. јануара 2008) остварио 35 појединачних победа, 41 друго место и 27 трећих места. У сезонама 2003./2004. и 2004./2005. је отварио укупну победу у светском купу. Он је скакач с највише победничких постоља у историји (103) и скакач с највише победа у једној сезони (12). Један је од тројице скакача који су успели победити 6 пута за редом.
Власник је и две олимпијске медаље. Екипна сребра има из Солт Лејк Ситија 2002. и Торина 2006. На светским првенствима освојио је 10 медаља, што на малој, што на великој скакаоници (4 злата, 2 сребра, 4 бронзе). Успешан је био и на светским првенствима у летовима: сребро из 1996, бронза из 2000, сребро из 2004, те два екипна сребра из 2004. и 2006.

## Турнеја четири скакаонице
Јахонен је 16 сезона учествовао на такмичењу Турнеји четири скакаонице. Има девет појединачних победа и пет укупних победа (1999, 2003, 2005, 2006. и 2008) Победом на турнеји 2008. године постао је први скакач у историји који је славио пет пута. Занимљив је податак да је 1999. године однио укупну победу, а да није освојио ниједну појединачну победу на турнеји.

## Приватни живот
Живи са супругом Тиијом и сином Миком. Најдраже му је јело тестенина, а пиће пиво. Највише воли гледати акционе филмове и слушати финску групу Vieraileva Tahti. Животни мото му је: Увек се смеј.